# Claudi de Rialp Navinés
Claudi de Rialp Navinés (Barcelona, 1862 – 1949) fou un publicista i dirigent esportiu relacionat amb el ciclisme.
L'industrial barceloní i conseller de l'Ajuntament de Barcelona, practicant d'automobilisme, tennis i ciclisme,va fundar el 1884 el Club Velocipèdic a Barcelona i el 1891 el setmanari El Ciclista, que portava el subtítol de ‘revista d'esport nacional i estranger' i feia d'òrgan oficial d'aquesta societat. Va intentar fundar la Unió Velocipèdica de l'Est per agrupar les societats ciclistes de Catalunya, Aragó, València i les Balears, però al no aconseguir-ho, el 1895 liderà la fundació de la Unió Velocipèdica Espanyola (UVE) organisme antecedent de la Federació Catalana de Ciclisme i secundà Josep Barunat com a primer president. Fou el segon president de l'entitat, que encapçalà durant dues etapes (1899-1901 i 1910-1914). Amb el temps s'organitzà en el seu record el Trofeu Claudi Rialp amb motiu de la cursa ciclista Barcelona-Andorra.